# Jeanne Mars
Pour les articles homonymes, voir Mars.
Jeanne Mars est une actrice française.

## Filmographie
- 1949 : L'École buissonnière de Jean-Paul Le Chanois : Adelaïde
- 1951 : La Table-aux-crevés de Henri Verneuil : une commère
- 1952 : Manon des sources de Marcel Pagnol : Nathalie
- 1956 : Sous le ciel de Provence de Mario Soldati
- 1957 : Le Cas du docteur Laurent de Jean-Paul Le Chanois
- 1960 : Crésus de Jean Giono : la femme de Paul